# ドゥアナレ・フィン
『ドゥアナレ・フィン』(アイルランド語: Duanaire Finn)とはフィン物語群の詩とバラードから69編を集成したもので、1626年ごろの写本に『古老たちの語らい』などとともに所収された。日本語文献では『フィンの歌集』などと訳されている。
この歌集は、将校 Somhairle Mac Domhnail が兵士 Aodh Ó Dochartaigh に記させたものである。
後に、歴史家であり政治家でもあるオーン・マクニールとケルト学者ジェラルド・マーフィーによって、1908年から1953年にかけ出版され、一般の目に触れることとなった。

## 書誌情報
- Duanaire Finn The book of the Lays of Fionn Part 1 - Internet Archive

1908年、オーン・マクニール著。第1歌から第35歌までの活字化及び英訳。
- Duanaire Finn The book of the Lays of Fionn Part 2 - Internet Archive

1933年、ジェラルド・マーフィー著。第36歌から第69歌までの活字化及び英訳。
- Duanaire Finn The book of the Lays of Fionn Part 3 - Internet Archive

1953年、ジェラルド・マーフィー著。Part 1から45年、Part 2から20年が経過した出版当時の研究成果を反映させた補遺であり、注釈や用語集などを含む。